# Johnny Bush
Johnny Bush wł. John Bush Shinn III (ur. 17 lutego 1935 w Houston, zm. 16 października 2020 w San Antonio) – amerykański piosenkarz i perkusista country, autor tekstów piosenek. Bush, nazywany „Country Caruso”, jest najbardziej znany ze swojego charakterystycznego głosu i jako autor „Whiskey River”, przeboju z pierwszej dziesiątki listy przebojów. 

## Biografia
Urodził się jako John Bush Shinn III w robotniczej dzielnicy Kashmere Gardens w Houston w Teksasie, Bush słuchał zachodniej muzyki swingowej Boba Willsa i jego Texas Playboys oraz szlachetnych dźwięków artystów takich jak Ernest Tubb, Lefty Frizzell i Hank Thompson. Dzięki wujowi disc jockeyowi Bush zasmakował w występach. W 1952 roku przeniósł się do San Antonio w Teksasie, gdzie rozpoczął karierę solową w lokalach typu honky-tonks, takich jak Texas Star Inn, po czym przeszedł na perkusję. W tym okresie zyskał pseudonim sceniczny, gdy spiker omyłkowo przedstawił go jako „Johnny Bush”. Jako perkusista pracował dla takich zespołów jak Mission City Playboys, Texas Plainsmen i Texas Top Hands.
W 1963 roku Bush dołączył do zespołu Raya Price'a, Cherokee Cowboys, wraz z Williem Nelsonem i Darrellem McCallem. Jego znajomość z Price doprowadziła Busha do Nashville i podpisał kontrakt na śpiewanie dla rekordowej publiczności. Grał także w zespole Nelsona, Record Men. Przy wsparciu finansowym Nelsona, Bush nagrał swój pierwszy album w 1967 roku, The Sound of a Heartache. 
W 1986 roku Bush współpracował z Darrellem McCallem, nagrywając udany album „Hot Texas Country”, i zaczął być rozpoznawalny w świecie muzyki country (podobnie jak Willie Nelson), występując w całym południowym Teksasie. W 1994 roku zespół wydał Time Changes Everything, w tym samym roku, w którym RCA wydała album z największymi hitami. Wkrótce nastąpiła duża trasa koncertowa. W ostatnich latach Bush nadal regularnie koncertował, często występując z Nelsonem.
Wkrótce pojawiło się kilka albumów w lokalnych wytwórniach w Teksasie. Jego rozpoznawalność uczyniła go mentorem dla młodszych muzyków z Teksasu, którzy szanowali honky-tonk - hardcore country, w którym Bush zrobił tak wiele, aby utrzymać go w oczach opinii publicznej. Muzycy z Austina, tacy jak Dale Watson i Cornell Hurd, chcieli go na swoich albumach. W 2003 roku został wprowadzony do Texas Country Music Hall of Fame ze swoim wieloletnim przyjacielem Williem Nelsonem, który go wypromował. W 2007 roku wydał swoją autobiografię, z pomocą Ricka Mitchella: Whiskey River (Take My Mind): The True Story of Texas Honky-Tonk, wydanej przez University of Texas Press. Nowy album, Kashmere Garden Mud: A Tribute to Houston’s Country Soul, został wydany w wytwórni Icehouse w tym samym czasie. 
W czerwcu 2017 roku Bush wydał samodzielnie The Absolute Johnny Bush, pełnometrażowy album zawierający nowe nagrania, w tym współpracę z Dale'em Watsonem i Reckless Kelly.
Bush zmarł 16 października 2020 roku w wieku 85 lat i w okresie poprzedzającym śmierć cierpiał na zapalenie płuc.